# 王孝达 (1901年)

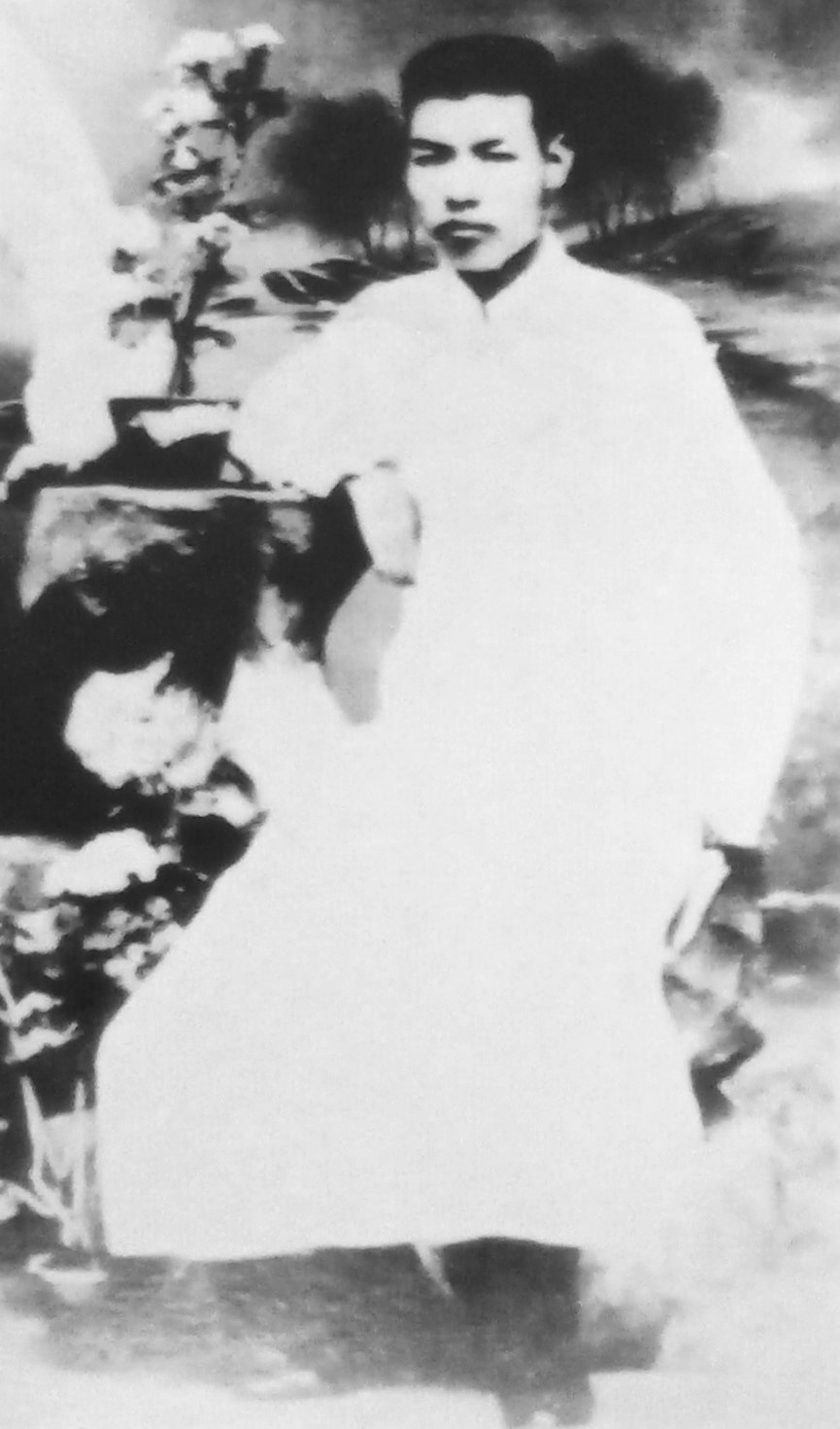
王孝达

王孝达（1901年—1927年9月5日），云南祥云人，号味泉，乳名寿生。
王孝达生于祥城北街一个封建书香世家。1919年春考入昆明十一属联合中学，半年后转入云南省立法政学校；1920年，转学到北京国立法政专门学校，与在北京大学的同乡王复生、王德三交往密切。1924年初赴上海，入南方大学，同年秋加入社会主义青年团，1925年转为中国共产党党员。
1925年秋，赴广东参加北伐战争，分配到彭湃领导的广东省农民协会做农运工作。同年冬，受派同柯柏年到汕头工作。1926年初，参与潮梅国民党改组，并任国民党广东省党部潮梅办事处秘书。
1927年四·一二事件后，在汕头被捕，9月5日被处决于汕头中山公园，时年26岁。遗体被葬在汕头存心善公墓。
位于祥云县祥城镇北后街的故居现为云南省文物保护单位。